# Kerimberdi
Kerimberdi o Karimberdi (in arabo ﻛﻪﺭﻳﻣﺒﻳﺭﺩئ‎?; in tartaro: Kärimbirde; ... – 1414) è stato un condottiero mongolo, Khan dell'Orda d'Oro dal 1412 al 1414.

## Biografia
Discendente di Orda Khan e perciò anche di Gengis Khan in linea diretta, Kerimberdi era figlio di Toktamish, ultimo grande khan riunificatore dell'Orda d'Oro.
Nel 1412 il fratello Jalal al-Din, khan regnante, perse la vita nel mezzo di uno scontro. Vi sono versioni differenti riguardo a tale episodio: mentre alcune attribuiscono a Kerimberdi l'assassinio, altre reputano invece un altro fratello, Kibak, come autore del tradimento.
Prima della sua ascesa il nuovo regnante aveva trovato asilo in Russia, come del resto i membri della sua famiglia. Durante il suo regno Kerimberdi si dimostrò ben disposto nei confronti del Gran Principe di Mosca Basilio I di Russia, che poco tempo prima si era recato all'Orda promettendo di non sostenere le cause del principato di Suzdal-Nizhny Novgorod, né quelle di Vitoldo della Lituania. Durante la visita Basilio incontrò il rivale Ivan di Tver', anch'egli ben accolto dal khan; mentre Ivan promise di non disturbare il grande principato di Mosca, Basilio si impegnò a pagare il tributo annuale all'Orda (cosa che avrebbe fatto sino al resto della sua vita) e a rinnovare la propria devozione nei confronti del khan.
Mentre le relazioni con la Russia furono amichevoli, quelle con la Lituania andarono ben presto a peggiorare. Vitoldo, alleato di Jalal nella battaglia di Grunwald contro l'Ordine teutonico, non godette di buoni rapporti con il nuovo khan. Ad un certo punto il sovrano lituano nominò addirittura un proprio khan, investendo il condottiero Betsa Pulad in una lussuosa cerimonia a Vilnius. Betsa, tuttavia, fu ben presto catturato e ucciso da Kerimberdi, il quale ne ordinò la decapitazione.
Nell'aprile 1413 mandò un'ambasciata in Ungheria per offrire a Sigismondo di Lussemburgo l'alleanza dell'Orda.
Così come per Jalal, il regno di Kerimberdi non durò a lungo: egli fu assassinato da un altro suo fratello, Jabbarberdi, prediletto di Vitoldo e autoproclamatosi khan dopo la sua morte. L'annuncio non fu però riconosciuto dalle più alte gerarchie del khanato e alla fine il titolo ricadette sul fratello Kibak Khan. Kerimberdi lasciò come testimonianza alcune monete senza data, coniate ad Astrachan' e Nuova Saraj.